# Finnischer Krieger

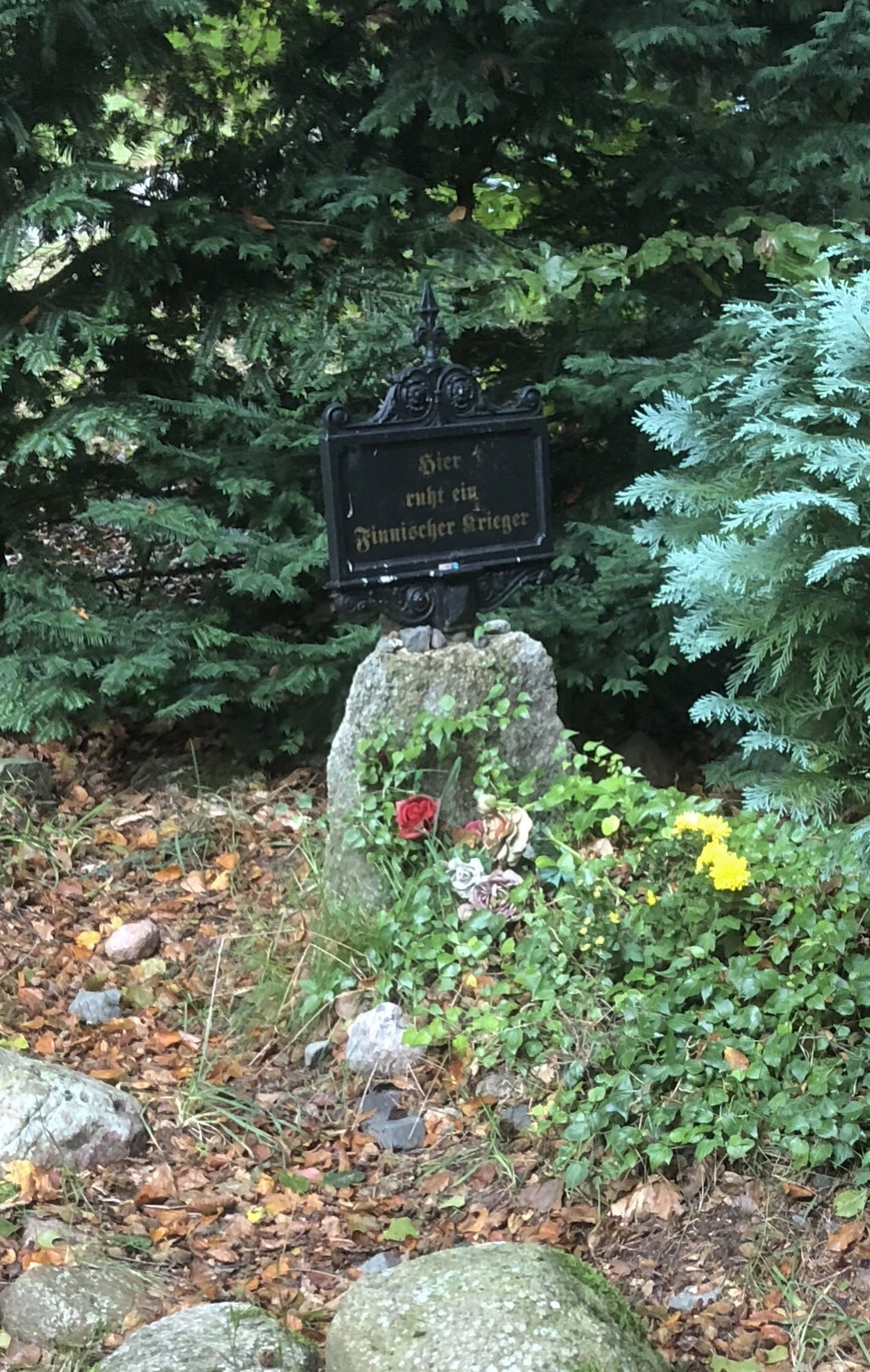
Grabmal Finnischer Krieger, 2019

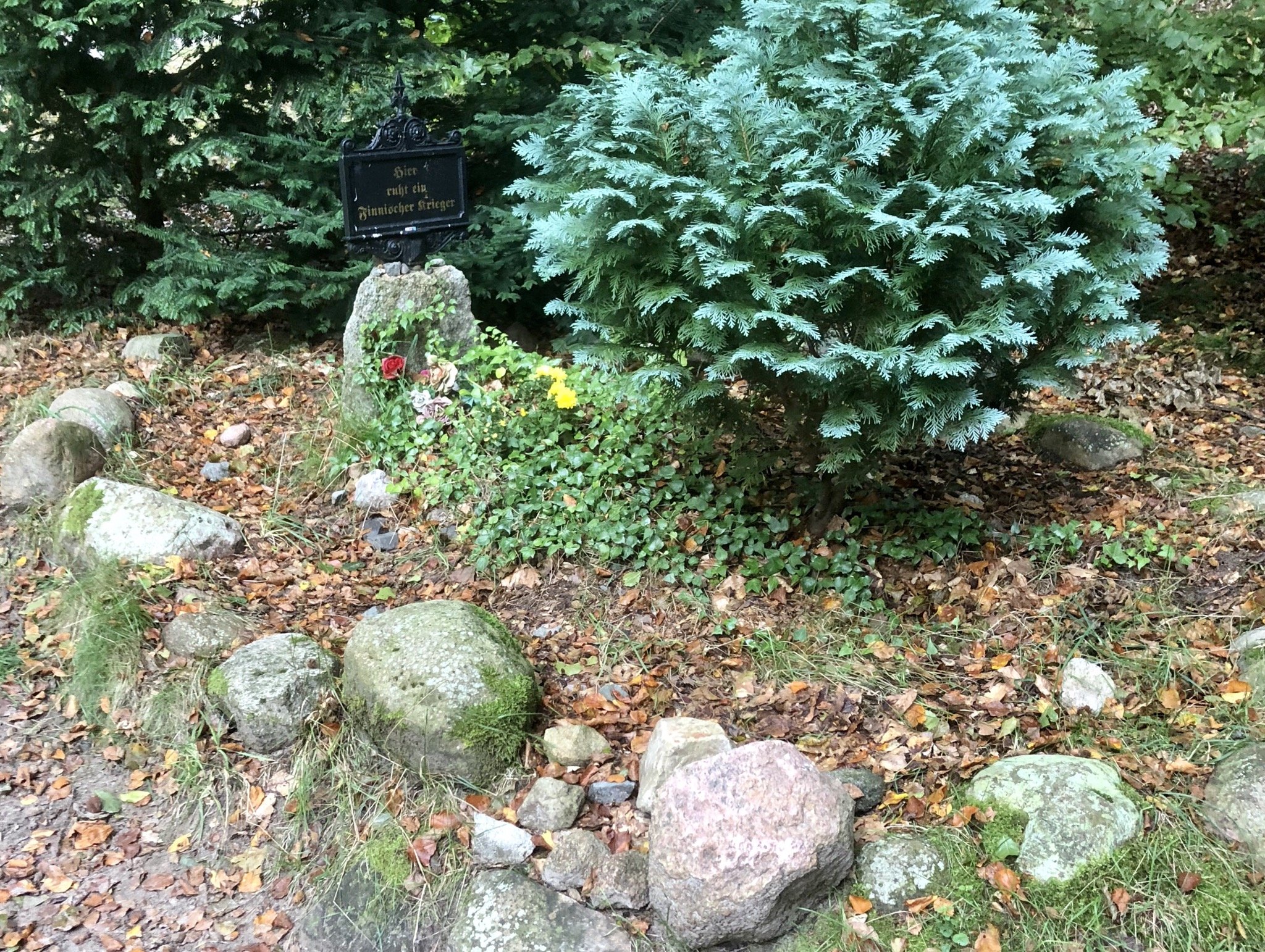
Grabstätte

Als Finnischer Krieger wird ein denkmalgeschütztes Grabmal im Waldgebiet Granitz auf Rügen in Mecklenburg-Vorpommern bezeichnet.

## Lage
Es befindet sich im Waldgebiet Granitz südlich eines Waldweges von der Kreuzeiche nach Binz, in dessen Gemarkung es liegt.

## Gestaltung
Das Grabmal besteht aus einem Stein, der mit einem verzierten Metallschild bekrönt ist. Auf dem Schild befindet sich die Inschrift:
Hier

ruht ein

Finnischer Krieger
Der Grabhügel ist von Natursteinen eingefasst. Neben dem Grab wurde im 21. Jahrhundert eine Informationstafel zur Geschichte des Grabes aufgestellt.

## Geschichte
Im Herbst 1806 wurden schwedische Truppen, darunter auch im schwedischen Heer dienende Finnen, nach Kämpfen im Vierten Koalitionskrieg gegen französische Truppen auf Rügen einquartiert. So lebten im Winter 1806/1807 finnische Soldaten des schwedischen Heers auch in der Granitz im Hof Dolge beim Waldwärter und beim Förster. Sie versorgten sich häufig auch ungefragt mit Lebensmitteln aber auch Kleidung bei der einheimischen Bevölkerung. Es sollen sogar Kühe aus dem Stall gestohlen und geschlachtet worden sein. Nach einiger Zeit zogen die Truppen dann ab. Ein Finne erkrankte jedoch beim Abzug und kehrte zurück. Er verstarb in Dolge. In der Nähe des Hofes wurde der Soldat auf einem Bündel Stroh als Unterlage dann in Leinenlaken gehüllt bestattet, ein Sarg war im Ort nicht vorhanden. Sein Kopf wurde auf etwas Strauchholz gelagert. 